# Eugenio Abbattista
Eugenio Abbattista (Bari, 28 dicembre 1982) è un ex arbitro di calcio italiano.

## Carriera
Ha iniziato la sua carriera arbitrale alla sezione AIA di Molfetta nel 2000.
Nel 2009-2010 viene promosso nella CAN PRO. Dirige 33 partite in questa categoria, in particolare viene designato per due finali play-off promozione tra Pro Vercelli-Carpi e Trapani-Virtus Lanciano.
Nella stagione 2012-2013 viene promosso in CAN B. Esordisce alla seconda giornata dirigendo Reggina-Pro Vercelli, terminata 1 a 0 per i padroni di casa. Nella sua stagione inaugurale di Serie B, dirige in totale 17 gare.
In questa stagione fa il suo esordio in Serie A, in Sampdoria-Chievo 2-0 della 26ª giornata.
Nella stagione 2014-2015 arriva la seconda direzione in Serie A in Cesena-Cagliari 0-1 alla 37ª giornata.
Nella stagione 2015-2016 viene designato nella partita della 23' giornata di Serie A, Empoli-Udinese terminata 1-1.
Nella stagione 2017/2018 arbitra 3 gare di A: Spal-Cagliari del 17 settembre, Bologna-Benevento del 21 gennaio e Sassuolo-Roma del 20 maggio.
Il 1º settembre 2020 viene derogato in quanto avrebbe dovuto terminare la sua carriera da arbitro essendo da otto stagioni in CAN B. Beneficerà inoltre della modifica delle norme dell'AIA che prevedono la soppressione del predetto limite di otto stagioni in luogo del solo limite d'età di 45 anni.
Sempre il 1º settembre 2020 viene inserito nell'organico della CAN A-B, nata dall’accorpamento di CAN A e CAN B: dirigerà sia in Serie A che in Serie B. Nella stagione 2020-2021 viene designato in 3 partite del massimo campionato e in 11 in cadetteria.
Al termine della stagione 2020/2021 vanta 16 presenze in Serie A.
Il 17 settembre 2023, nell'ambito di una collaborazione tra l'AIA e la Federazione Cipriota, è VAR in Aris Limassol-Paphos, gara del massimo campionato cipriota.
A causa di motivazioni personali, a marzo 2024, con il campionato ancora in corso (diventa il primo a farlo), rassegna le proprie dimissioni dall’associazione.
(Abbattista dopo aver rassegnato le dimissioni)
Il 19 marzo 2024, in un'intervista rilasciata a Le Iene, rivela alcuni aspetti sconcertanti sul mondo arbitrale. Rivelando che lui stesso, insieme al compagno Gianpaolo Calvarese, sarebbero dovuti essere dismessi nel 2021 a causa di limiti di età. A cominciarlo allo stesso Abbattista è il designatore. Tuttavia a inizio stagione si ritrova ancora integrato nell'organico.
Il 22 marzo 2025, viene ufficializzato come arbitro della Kings League Italia a partire dalla settima giornata del campionato.